# Presibylla elegans
Presibylla elegans är en bönsyrseart som beskrevs av Bolivar 1908. Presibylla elegans ingår i släktet Presibylla och familjen Sibyllidae. Inga underarter finns listade i Catalogue of Life.